# Björn Klarqvist
Björn Klarqvist, född 6 augusti 1936 i Gällivare, död 25 februari 2016 i Alingsås, var en svensk arkitekt och professor i arkitektur vid Chalmers tekniska högskola, känd för att intruducerat space syntax-analys i den svenska stadsplaneringen. 

## Biografi
Björn Klarqvist föddes i Gällivare till Vilhelm Klarqvist och Eva Klarqvist (född Nissa). Vilhelm Klarqvist var stationsmästare på Gällivare järnvägsstation. Efter att ha avlagt gymnasieexamen vid Luleå högre allmänna läroverk 1958 startade Björn studier i arkitektur vid Chalmes tekniska högskola. Under 80-talet var han med att starta och driva gruppen Arkitekter mot kärnvapen. År 1998 utsågs han till biträdande professor i stadsbyggnad vid Chalmers tekniska högskola.
Han tilldelades 2004 Sveriges arkitekters kritikerpris tillsammans med Sven Thiberg för boken Acceptera inte (2004).